# Idotea whymperi
Idotea whymperi är en kräftdjursart som beskrevs 1881 av Edward John Miers. Arten ingår i släktet Idotea och familjen tånglöss. Arten finns i europeiska vatten och inga underarter finns listade i Catalogue of Life.